# 飯島由樹子
飯島 由樹子（いいじま ゆきこ）は日本のアニメーション美術監督。    

## 参加作品

### テレビアニメ
1984年
- 北斗の拳（美術）

1998年
- ひみつのアッコちゃん（第3作）（美術デザイン、美術）

1999年
- デジモンアドベンチャー（美術デザイン）

2000年
- デジモンアドベンチャー02（美術デザイン）

2001年
- デジモンテイマーズ（美術）
- ののちゃん（美術デザイン）

2002年
- キン肉マンII世（美術）
- キ・ファイターテラン（美術監督）

2003年
- エアマスター（美術監督）
- ソニックX（美術監督）

2004年
- リングにかけろ（美術デザイン）

2005年
- Xenosaga THE ANIMATION（美術監督）
- ふたりはプリキュア Max Heart（美術）
- ぺとぺとさん（美術監督）

2006年
- エア・ギア（美術デザイン）
- ルパン三世 セブンデイズ・ラプソディ（美術監督）

2007年
- はたらキッズ マイハム組（美術）
- ひとひら（美術監督）
- ラブ★コン（美術）

2008年
- 全力ウサギ（美術監督）
- ルパン三世 sweet lost night 〜魔法のランプは悪夢の予感〜（美術監督）

2009年
- フレッシュプリキュア! （美術）

2010年
- ルパン三世 the Last Job（美術監督）

2017年
- ふるさとめぐり 日本の昔ばなし（美術）

### OVA
1987年
- Good Morningアルテア（美術監督）

1991年
- ドラゴンナイト（美術監督）

1995年
- アイドルプロジェクト（第1話美術監督）

1999年
- 卒業M〜オレ達のカーニバル〜（美術監督）

2003年
- 聖闘士星矢 冥王ハーデス十二宮編（美術デザイン）

2004年
- Phantom -PHANTOM THE ANIMATION-（第2・3話美術監督）

### 劇場アニメ
1986年
- ゲゲゲの鬼太郎 妖怪大戦争（背景）

1989年
- キキとララの青い鳥（背景）

1994年
- それいけ!アンパンマン リリカル☆マジカルまほうの学校（背景）

1995年
- それいけ!アンパンマン ゆうれい船をやっつけろ!! （背景）

2004年
- 聖闘士星矢 天界編 序奏〜overture〜（美術監督）